# 佐洛圣马尔通
佐洛圣马尔通（匈牙利語：Zalaszentmárton）是匈牙利佐洛州所辖的一个村，总面积4.98平方公里，总人口69，人口密度13.9人/平方公里（2010年1月1日）。